# 테살로니카의 초기 기독교 및 비잔틴 기념물군

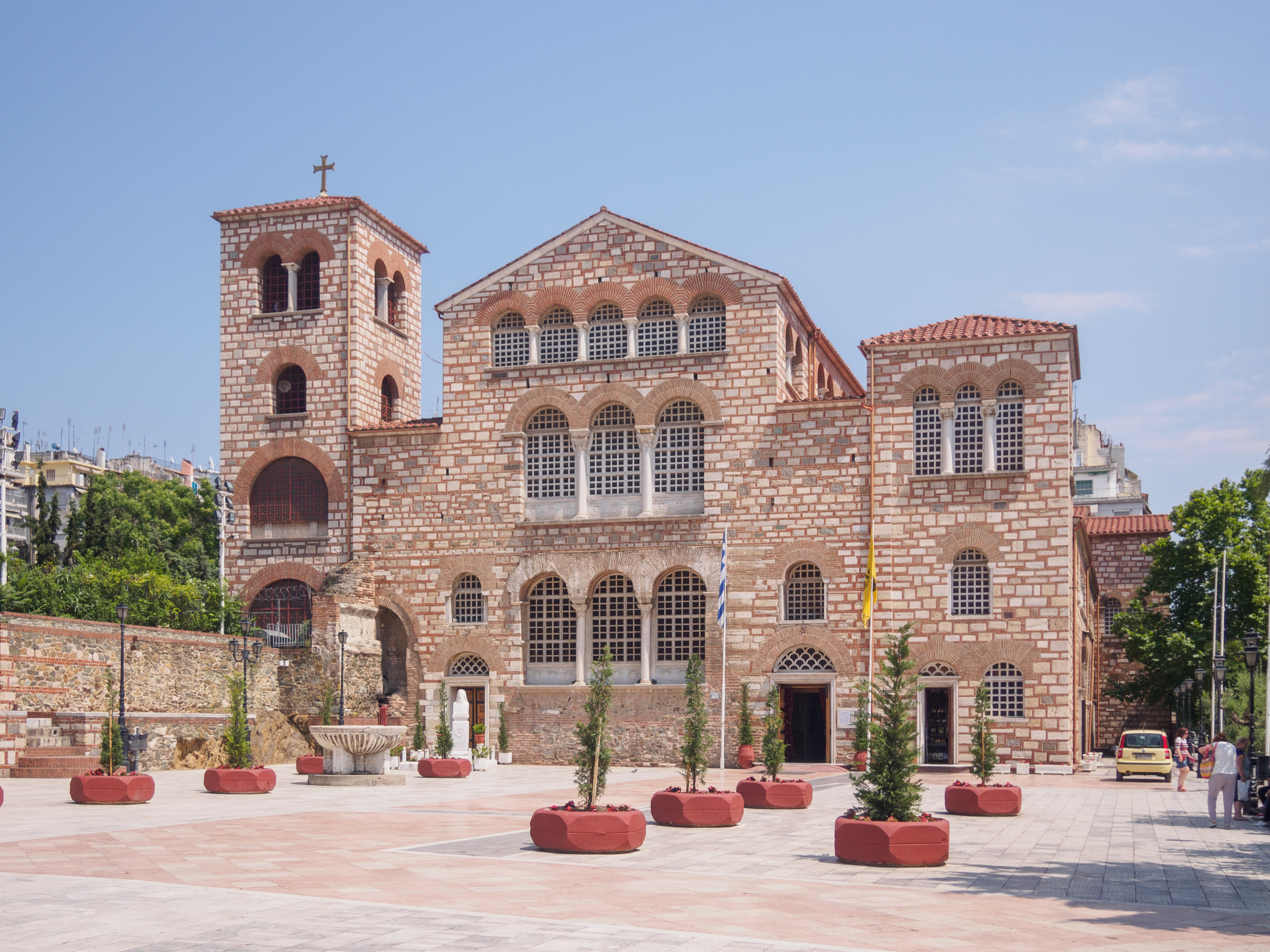

테살로니카의 초기 기독교 및 비잔틴 기념물군(그리스어: Παλαιοχριστιανικά και βυζαντινά μνημεία της Θεσσαλονίκης)은 그리스의 테살로니키에 있는 유네스코 세계유산에 등록된 기념물들의 총칭이다. 1988년 등록되었다. 로마 제국과 동로마 제국 시대에 건설된 15개의 건축물이다.

## 목록
- 테살로니키 시벽
- 로톤다
- 아케이로포이에토스 성당
- 라토모스 수도원
- 아요스 디미트리오스 성당
- 아야 소피아
- 파나이아 할케온 교회
- 성 에카테리니(Αγία Αικατερίνη)
- 성 판텔레이몬 성당
- 성 사도 성당(Ἅγιοι Ἀπόστολοι)
- 성 니콜라오스 오르파노스 성당(Ἅγιος Νικόλαος ὁ Ὀρφανός)
- 변모 성당(Ναός του Σωτήρος)
- 블라타데스 수도원
- 예언자 엘리야 성당(Ναός Προφήτη Ηλία)
- 상부 도시 비잔틴 목욕탕(Βυζαντινά Λουτρά Άνω Πόλης)